# Nová Bystřice
Nová Bystřice (niem. Neubistritz) − miasto w Czechach, w kraju południowoczeskim.
Według danych z 31 grudnia 2003 powierzchnia miasta wynosiła 8 176 ha, a liczba jego mieszkańców 3 371 osób.
W mieście jest stacja kolejowa Nová Bystřice.

## Demografia
| Rok             | 1970  | 1980  | 1991  | 2001  | 2003  |
| --------------- | ----- | ----- | ----- | ----- | ----- |
| Liczba ludności | 3 419 | 3 215 | 3 303 | 3 407 | 3 371 |

Źródło: Czeski Urząd Statystyczny